# 김창휘
김창휘(한국 한자: 金昶輝, 1984년 11월 5일 ~ )는 대한민국의 전 축구 선수이며, 포지션은 수비수였다.